# 아테이나 빌론
아테이나 비베이스 빌론(스페인어: Atheyna Bibeish Bylon, 1989년 4월 6일~)은 파나마의 권투 선수이다. 올림픽에 3회 참가하여 2024년 하계 올림픽에서 여자 미들급 은메달을 획득했다. 그녀는 파나마 역사상 4번째 올림픽 메달리스트이며 파나마 최초의 여성 올림픽 메달리스트이다. 또한 육상 외의 종목에서 올림픽 메달을 획득한 최초의 파나마 선수이다.